# Wim van Heel
Willem van Heel, detto Wim (L'Aia, 27 novembre 1922 – Middelburg, 3 ottobre 1972), è stato un hockeista su prato olandese.

## Palmarès

### Olimpiadi
- Bronzo a Londra 1948 nell'hockey su prato.
- Argento a Helsinki 1952 nell'hockey su prato.